# Yamango
Yamango es una localidad peruana, capital del distrito homónimo que conforma la provincia de Morropón del departamento de Piura, en Perú. En el 2017 tenía una población de 1083 habitantes.